# ذاتية البذر
ذاتية البَذْر (الاسم العلمي: Idiospermum australiense)، جنس نبات يحتوي على نوع واحد من الأشجار، Idiospermum australiense، توجد في الغابات الاستوائية المطيرة الأسترالية. يُصنفها العلماء على إنها واحدة من النباتات المتفرعة من النباتات المُزهرة الأولى، لا تزال تعيش حتى اليوم. منذ ما يقرب من 120 مليون سنة.